# سان میونگ مون
سان میونگ مون (کره‌ای: 문선명; هانجا: 文鮮明 ; نام زمان تولد:یونگ میونگ مون ۶ ژانویه ۱۹۲۰–۳ سپتامبر ۲۰۱۲) یک رهبر مذهبی کره ای بود که به دلیل سرمایه‌گذاری‌های تجاری و حمایت از اهداف سیاسی نیز شناخته شده‌است. او که مدعی مسیحیت بود، بنیانگذار جنبش اتحاد بود (اعضای آن او و همسرش هک جاهان را «والدین واقعی» خود می‌دانستند)، و نویسنده کتاب الهیات منحصر به فرد خود اصل الهی است. او یک ضد کمونیست و مدافع اتحاد مجدد کره بود که به خاطر آن توسط دولت‌های کره شمالی و جنوبی به رسمیت شناخته شد.